# Hugier
Hugier település Franciaországban, Haute-Saône megyében. Lakosainak száma 118 fő (2022. január 1.). Hugier Bonboillon, Bay, Chancey, Cult, Motey-Besuche, Sornay és Tromarey községekkel határos.

## Népesség
A település népességének változása:
| Lakosok száma | 149  | 134  | 129  | 128  | 128  | 128  | 125  | 121  | 118  |
|               | 2013 | 2015 | 2016 | 2017 | 2018 | 2019 | 2020 | 2021 | 2022 |